# Théâtre de la Jeunesse de Tcheliabinsk
Le théâtre dramatique d'État de la Jeunesse (Челябинский государственный драматический «Молодёжный театр») est un théâtre dramatique situé à Tcheliabinsk en Russie destiné aux jeunes spectateurs.

## Histoire

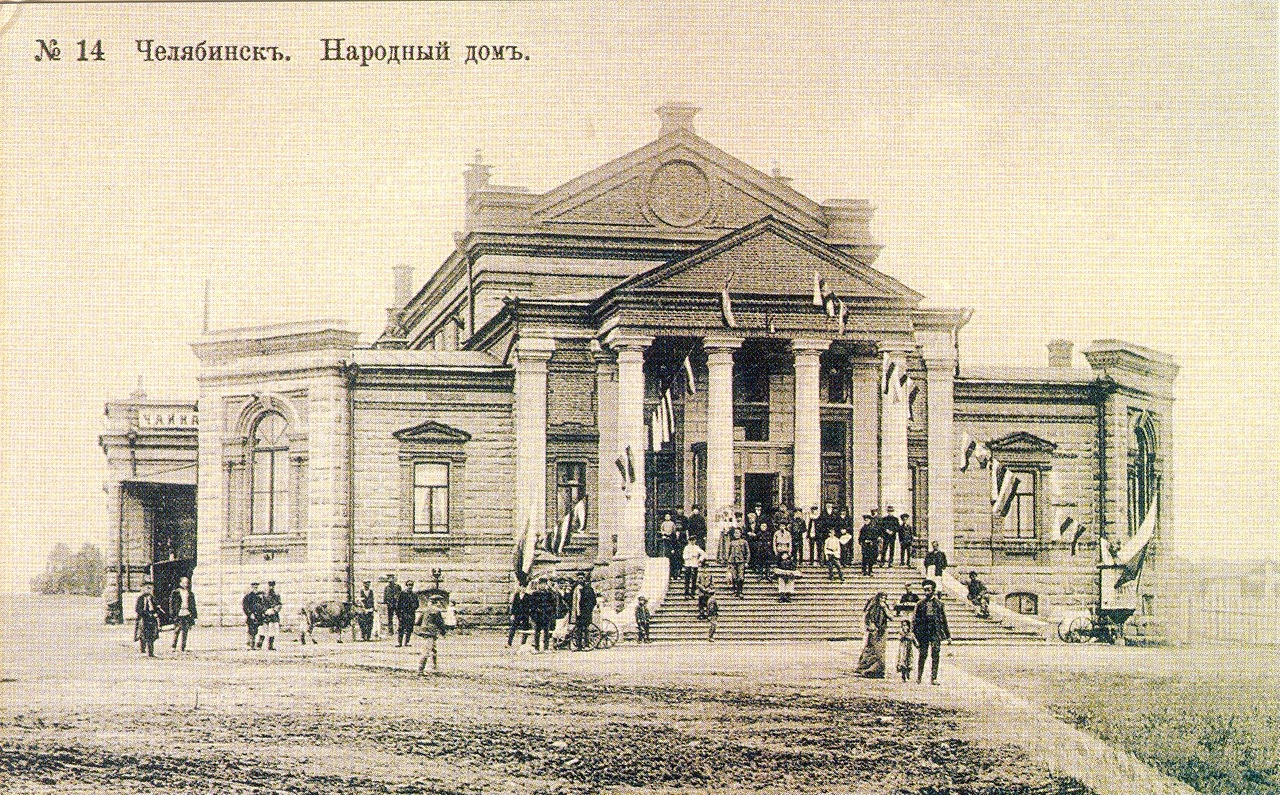
La Maison du Peuple au début du XXe siècle.

L'édifice est bâti en 1903 selon les plans de l'architecte Rudolf Karvovski à la demande du comité de sobriété de l'ouïezd de Tcheliabinsk sur les fonds du comité de la province d'Orenbourg (10 000 roubles) et avec souscription populaire (25 000 roubles). Le terrain est fourni gratuitement par les autorités municipales au bord de la place du Sud (aujourd'hui place de la Révolution).

### Maison du Peuple
La Maison du Peuple ouvre en novembre 1903. C'est à l'époque la salle de spectacle la plus importante de la ville, avec une bibliothèque (inaugurée en 1907), un salon de thé et le premier jardin d'enfants de la ville. La Société de musique et d'art dramatique de Tcheliabinsk y organise des concerts, des soirées littéraires, des récitals, etc. Pendant la guerre russo-japonaise on y organise un hôpital militaire.

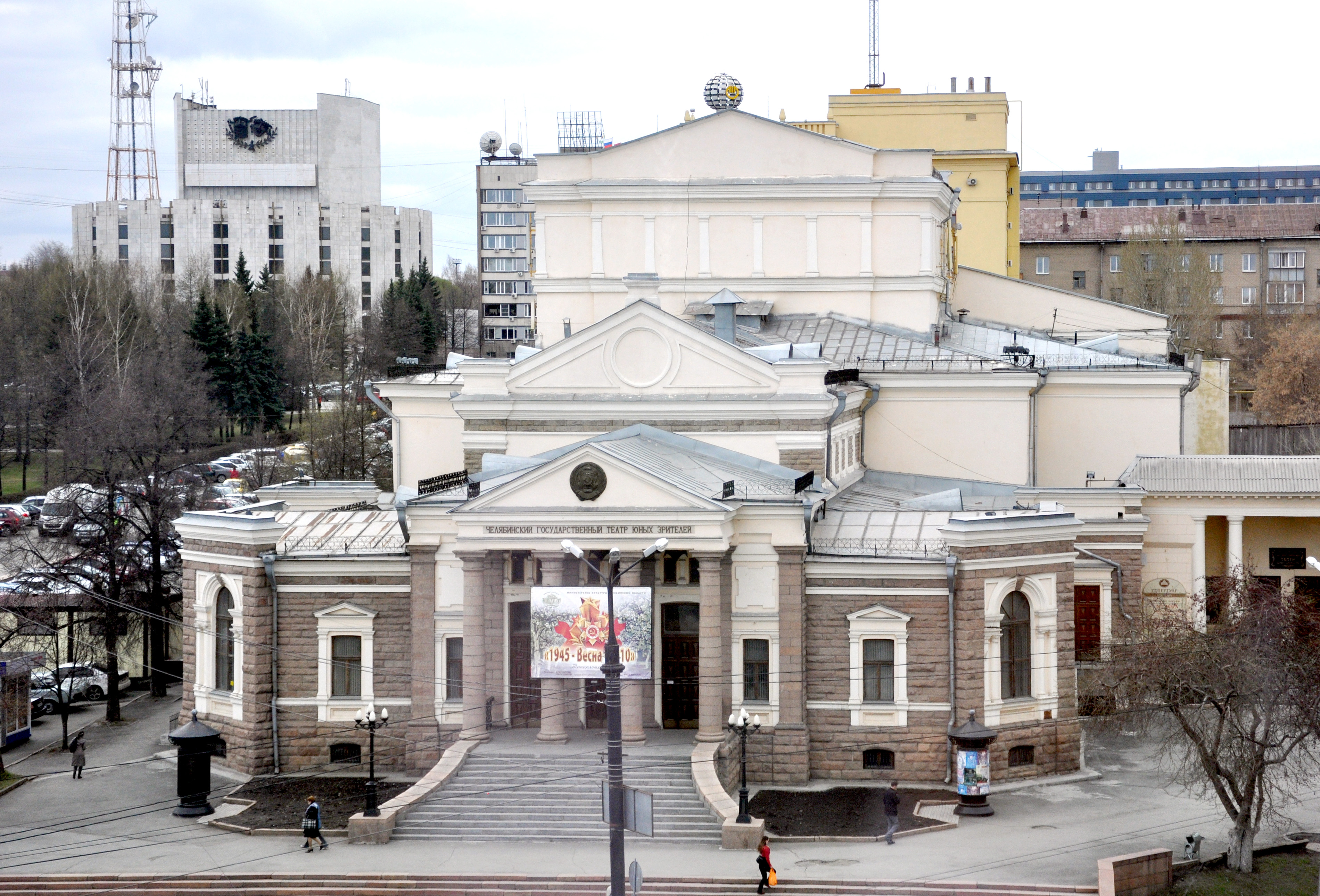
Le théâtre de la Jeunesse et, au fond à gauche, le théâtre dramatique Orlov, en 2010.

Des personnalités se produisent en tournée sur cette scène comme Vera Pachennaïa, les frères Adelheim et la grande Vera Komissarjevskaïa.
En 1917, la Maison du Peuple est au centre des événements politiques en pleine révolution. Le soviet des députés travailleurs et soldats s'y installe en mai.
De 1919 à 1921, une troupe semi-professionnelle y travaille et à partir de 1921 c'est le début de celle du théâtre dramatique (aujourd'hui installée au théâtre Orlov). L'édifice est remanié en 1934 pour mieux accueillir le théâtre municipal. Le théâtre Maly de Moscou y est évacué pendant la Grande Guerre patriotique.
En 1982, le théâtre municipal devient le théâtre des jeunes spectateurs. Il prend le nom de théâtre de la Jeunesse en 2011.

### Théâtre de la Jeunesse
Ce théâtre a été formé le 1er octobre 1965 par le décret N° 123 du comité exécutif du 2 mars précédent. Il est inauguré le 1er janvier 1966 par le spectacle La Petite Clef d'or d'après Alexis Tolstoï et par le spectacle-dispute Eux et Nous de N. Dolinina.
La troupe est dirigée par le régisseur B. Skomorovski, disciple d'Andreï Lobanov. En 1967-1992, le régisseur principal est Tenguiz Makharadzé. Plusieurs spectacles sont montés par A. Meksine, M. Lourié, Guennadi Egorov, Anatoli Arkadievtich, Boris Zeitlin, et al.
La petite salle du théâtre est inaugurée en 1977 avec le spectacle L'Interrogatoire de Stanislav Rodionov dans une mise en scène de Guennadi Egorov. En 1978-1979, Egorov met en scène La Bonne Âme du Se-Tchouan de Bertolt Brecht, qui reçoit un diplôme du ministère de la culture de la RSFSR au concours de la dramaturgie étrangère, et Les Petites Choses du quotidien, qui reçoit six diplômes et deux prix au festival de théâtre de Taganrog de 1980 pour le 120e anniversaire d'Anton Tchekhov, de la part du ministère de la culture de la RSFSR,,.
En 1982, le théâtre de la Jeunesse s'installe dans la Maison du Peuple de Tcheliabinsk construite en 1903 dans le district central. Le premier spectacle sur cette nouvelle scène est Noces de sang de Federico Garcia Lorca. En 1988, R.Z. Orlova est nommée directrice du théâtre. Le théâtre reçoit un prix au festival de la Jeunesse Non stop de Potsdam et au festival du théâtre hollandais (projet conjoint avec le théâtre néerlandais Wederzijds), au festival d'Ekaterinbourg Théâtre réél (1994, 1997, 1999, 2001), au festival Théâtre sans frontières de Magnitogorsk (1995, 1997, 1999, 2001), Gostiny dvor d'Orenbourg (2003), Le Printemps de Melikhovo (2004) de Taganrog.
En juillet 2011, le théâtre reçoit son nom actuel (auparavant théâtre des jeunes spectateurs).